# Norbert Hahn
Norbert Hahn (ur. 6 stycznia 1954 w Elbingerode) – niemiecki saneczkarz reprezentujący NRD, dwukrotny mistrz olimpijski, wielokrotny medalista mistrzostw świata i Europy.

## Kariera
Pierwszy sukces w karierze osiągnął w styczniu 1973 roku, kiedy w parze z Hansem Rinnem zdobył złoty medal w dwójkach podczas mistrzostw Europy w Königssee. Jeszcze w tym samym roku zdobyli też srebro na mistrzostwach świata w Oberhofie. W kolejnych latach zdobyli też złoto na MŚ w Hammarstrand (1975) i MŚ w Innsbrucku (1977) srebro na MŚ w Königssee (1979) oraz brązowy medal podczas MŚ w Imst (1978). Hahn zdobył też kolejne sześć medali mistrzostw kontynentu: złote na ME w Olang (1975), ME w Hammarstrand (1978) i ME w Olang (1980) oraz srebrne podczas ME w Imst (1974), ME w Königssee (1977) i ME w Oberhofie (1979). W 1976 roku wystartował na igrzyskach olimpijskich w Innsbrucku, gdzie razem z Rinnem odniósł zwycięstwo. Tytuł mistrzów olimpijskich reprezentanci NRD obronili podczas rozgrywanych cztery lata później igrzysk w Lake Placid.